# Altendorf (Landkreis Schwandorf)

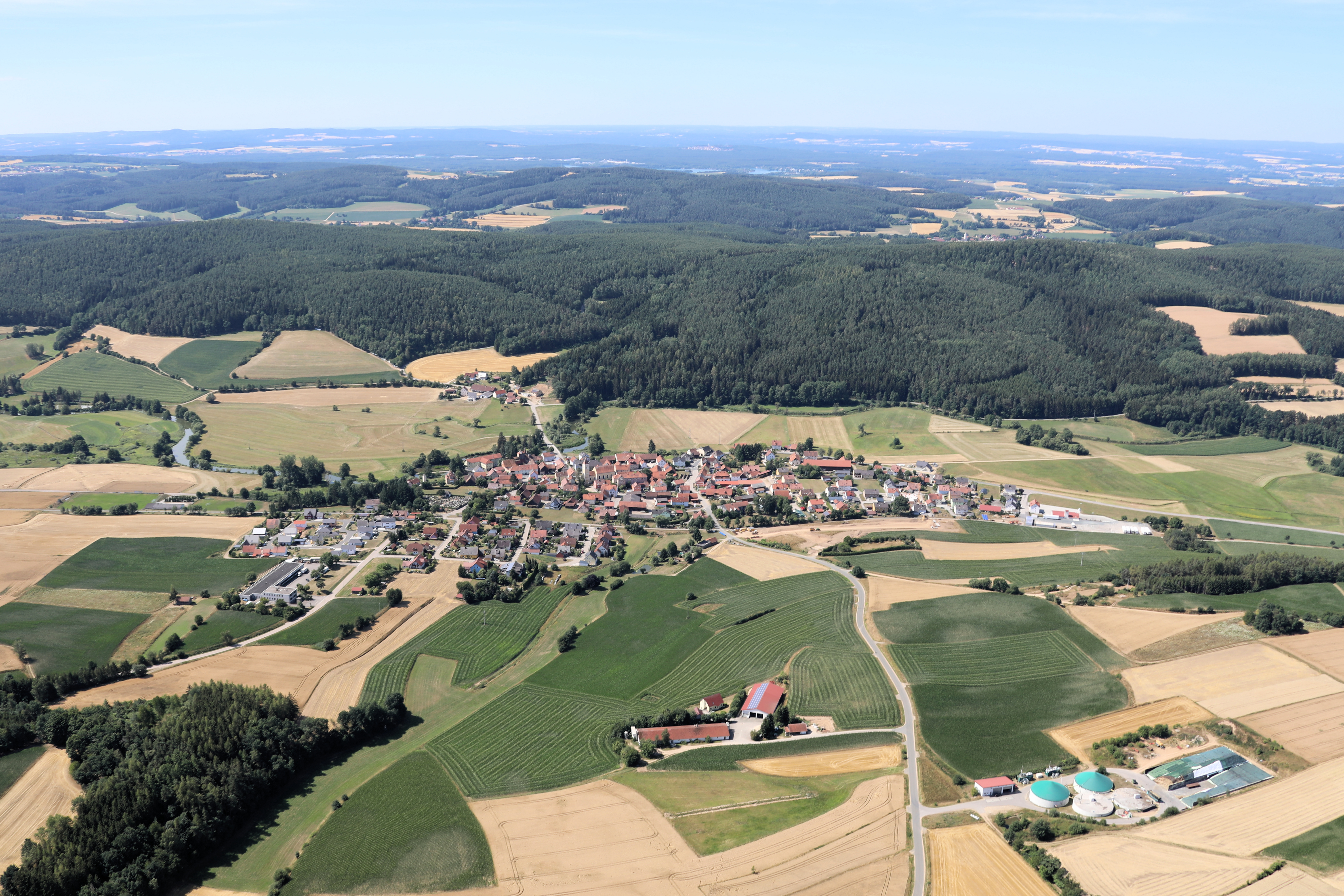
Altendorf (2022)

Altendorf ist eine Gemeinde im Oberpfälzer Landkreis Schwandorf. Sie ist Mitglied der Verwaltungsgemeinschaft Nabburg.

## Geographie
Die Gemeinde liegt in der Region Oberpfalz-Nord, neun Kilometer südöstlich der Stadt Nabburg am Fluss Schwarzach. Die Staatsstraße von Nabburg nach Neunburg vorm Wald führt durch Altendorf.

### Nachbargemeinden
Die Nachbargemeinden (im Uhrzeigersinn) sind: Guteneck, Niedermurach, Schwarzhofen, Neunburg vorm Wald, Schwarzach bei Nabburg, Nabburg.
| Nabburg 9 km                | Guteneck 4 km                               | Niedermurach 8 km |
| Schwarzach bei Nabburg 4 km | Kompassrose, die auf Nachbargemeinden zeigt | Niedermurach 8 km |
| Schwarzach bei Nabburg 4 km | Neunburg vorm Wald 10 km                    | Schwarzhofen 5 km |

### Gemeindegliederung
Die Gemeinde hat zwölf Gemeindeteile (in Klammern ist der Siedlungstyp angegeben):
- Altendorf (Pfarrdorf)
- Dürnersdorf (Dorf)
- Fronhof (Dorf)
- Marklhof (Einöde)
- Murglhof (Weiler)
- Oberkonhof (Weiler)
- Schirmdorf (Dorf)
- Siegelsdorf (Weiler)
- Stabhof (Einöde)
- Trossau (Dorf)
- Unterkonhof (Weiler)
- Willhof (Kirchdorf)

Es gibt die Gemarkungen Altendorf, Dürnersdorf, Willhof und Fronhof.

## Geschichte

### Bis zur Gemeindegründung
Eine erste Erwähnung Altendorfs erfolgte im Jahr 1118. In diesem Jahr trat Erchinbertus de Altindorf bei der markgräflichen Schenkung des Gutes Reichenbach an das Kloster Reichenbach als Zeuge auf. Der Name könnte sich sowohl von dem Adjektiv alt, als auch von dem Personennamen Alto herleiten. Im Jahre 1326 ist Altendorf als Sitz eines Dekanats nachgewiesen. Das Geschlecht der Altendorfer verkaufte in den sechziger Jahren des 13. Jahrhunderts die Besitzungen um Altendorf an die Wittelsbacher. Altendorf war vor 1800 Amtssitz und gehörte zum Rentamt Amberg und zum Landgericht Nabburg des Kurfürstentums Bayern. Caspar Bernclau Freiherr von Schönreuth besaß hier ein Landsassengut mit niederer Gerichtsbarkeit. Im Zuge der Verwaltungsreformen in Bayern entstand mit dem Gemeindeedikt von 1818 die Gemeinde.

### Altendorf im Zweiten Weltkrieg
Die Gemeinde blieb im Zweiten Weltkrieg verschont. Doch viele Männer der Gemeinde mussten als Soldaten ihr Leben im Krieg lassen. Am 21./22. April 1945 führte ein Todesmarsch durch den Ort. 13 Teilnehmer des Todesmarsches wurden im Ort von der SS erschossen. Zwei Tage nach den sinnlosen Erschießungen in Altendorf, am 23. April 1945, kamen die US-Soldaten von Nabburg über Willhof nach Altendorf, wo es zum Glück dank gehisster weißer Fahnen kein Blutvergießen gab und der Ort friedlich übergeben wurde.

### Eingemeindungen
Im Zuge der Gebietsreform in Bayern wurde am 1. Januar 1972 die Gemeinde Willhof und am 1. Juli 1972 die Gemeinden Dürnersdorf und Fronhof eingegliedert.

### Einwohnerentwicklung
Zwischen 1988 und 2018 sank die Einwohnerzahl von 970 auf 855 um 115 Einwohner bzw. um 11,9 %.
| Jahr      | 1961 | 1970 | 1987 | 1991 | 1995 | 2000 | 2005 | 2010 | 2015 | 2023 |
| Einwohner | 1063 | 1066 | 992  | 976  | 1014 | 978  | 947  | 951  | 891  | 874  |

## Politik
Der Gemeinderat hat 8 Mitglieder. Die Kommunalwahl am 15. März 2020 erbrachte folgendes Ergebnis:
| Parteien und Wählergemeinschaften 2020          | %     | Sitze |
| ----------------------------------------------- | ----- | ----- |
| Freie Wählergemeinschaft der Gemeinde Altendorf | 64,4  | 5     |
| CSU                                             | 35,6  | 3     |
| Gesamt                                          | 100,0 | 8     |
| Wahlbeteiligung in %                            | 82,5  | 82,5  |

## Wappen
| | Blasonierung: „Geteilt; oben dreimal geteilt von Schwarz und Gold, unten in Rot über goldenem Vierberg ein schwebendes, waagrechtes, silbernes Jagdhorn.“ |
| Wappenbegründung: Ins Gemeindewappen wurden Wappenfiguren von drei Adelsgeschlechtern übernommen, die einst auf Altendorf ansässig waren. Das Wappen des ersten Adelsgeschlechts, der Grafen von Altendorf, ist nicht überliefert. Der Vierberg in Gold stammt aus dem Wappen der Grafen von Leonberg, einem Zweig der Altendorfer Grafen aus Niederbayern. Das Jagdhorn mit Band in Silber auf Rot war Teil des Wappens der Freiherren Horneck von Hornberg. Dieses Adelsgeschlecht besaß den Edelsitz, das heutige Schloss, in Altendorf von 1730 bis 1780. Vor den Horneck residierten etwa 70 Jahre lang die Freiherren von Schellenberg auf diesem Schloss. Die waagrechten Streifen in Schwarz und Gold erinnern an sie (heraldisch: dreifache Teilung). Das Wappen erinnert nicht an den zweiten Edelsitz, das sogenannte Schallerschloss. Das Wappen von Johann Michael Schaller, dem Erbauer dieses im Jahr 1971 abgerissenen Schlosses, zeigte einen silbernen Balken und drei silberne Schalen auf rotem Grund. Das Wappen ist durch Ministerentscheidung vom 12. November 1968 vergeben. | |

## Wirtschaft und Infrastruktur

### Wirtschaft einschließlich Land- und Forstwirtschaft
Die Gemeindesteuereinnahmen betrugen im Jahr 1999 umgerechnet 395 T€, davon waren umgerechnet 131 T€ (netto) Gewerbesteuereinnahmen.
Im Jahr 2020 gab es im Bereich der Land- und Forstwirtschaft keine, im produzierenden Gewerbe sieben und im Bereich Handel und Verkehr keine sozialversicherungspflichtig Beschäftigte am Arbeitsort. In sonstigen Wirtschaftsbereichen waren am Arbeitsort ebenso keine Personen sozialversicherungspflichtig beschäftigt. Sozialversicherungspflichtig Beschäftigte am Wohnort gab es insgesamt 395. Im verarbeitenden Gewerbe gab es keine Betriebe, im Bauhauptgewerbe vier Betriebe. Zudem bestanden im Jahr 2016 32 landwirtschaftliche Betriebe mit einer landwirtschaftlich genutzten Fläche von 1246 ha. Davon waren 953 ha Ackerfläche.

### Verkehr
Mit Eröffnung der Bahnlinie von Nabburg nach Oberviechtach am 18. August 1904 wurde Altendorf an das Bahnnetz angebunden; die Bahnlinie wurde seit 1. August 1913 bis Schönsee verlängert. Der Personenverkehr auf dieser Strecke wurde zum 30. Mai 1976 eingestellt. Der Bahnhof Altendorf (b Nabburg) an der ehemaligen Bahnstrecke Nabburg–Schönsee ist stillgelegt.
Die Gemeindeteile Willhof und Altendorf liegen direkt am Bayerisch-Böhmischen Freundschaftsradweg.

### Bildung
2020 gibt es folgende Einrichtungen:
- Kindergarten St. Andreas mit 37 genehmigten Plätzen und insgesamt 37 betreuten Kindern
- Grundschule Altendorf mit zwei Lehrerinnen und 32 Schülern

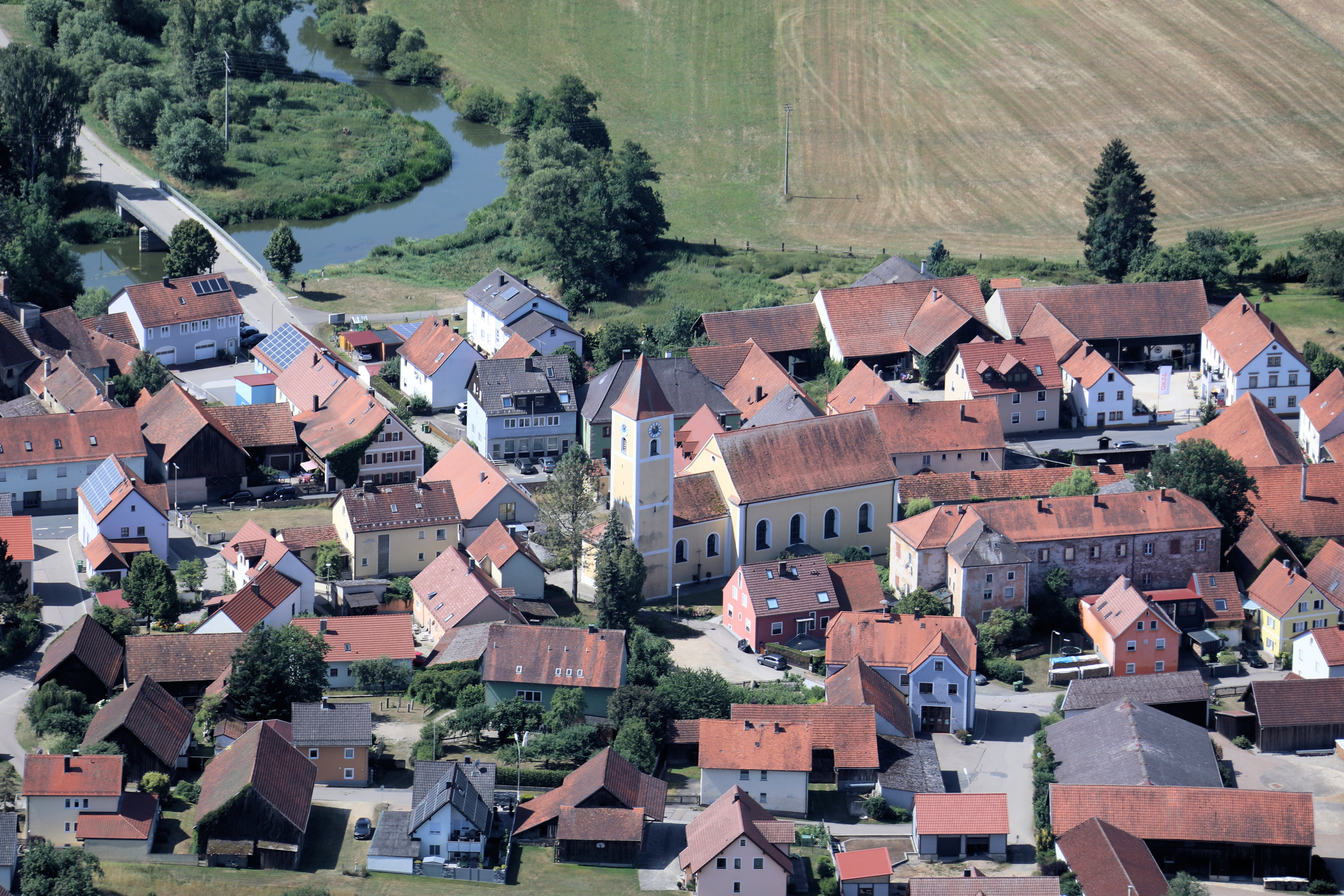
Pfarrkirche St. Andreas (2022)
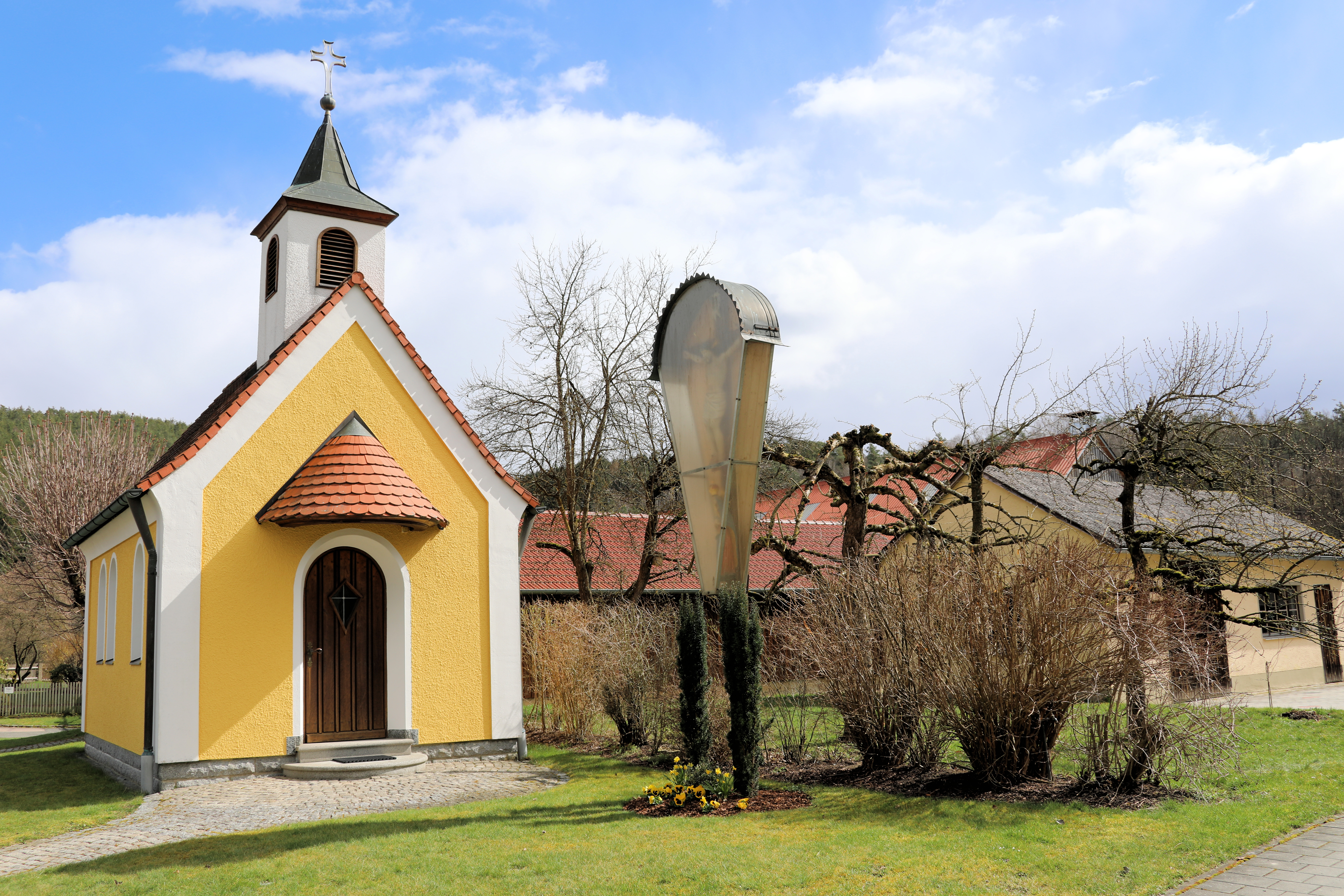
Oberkonhof (2023)
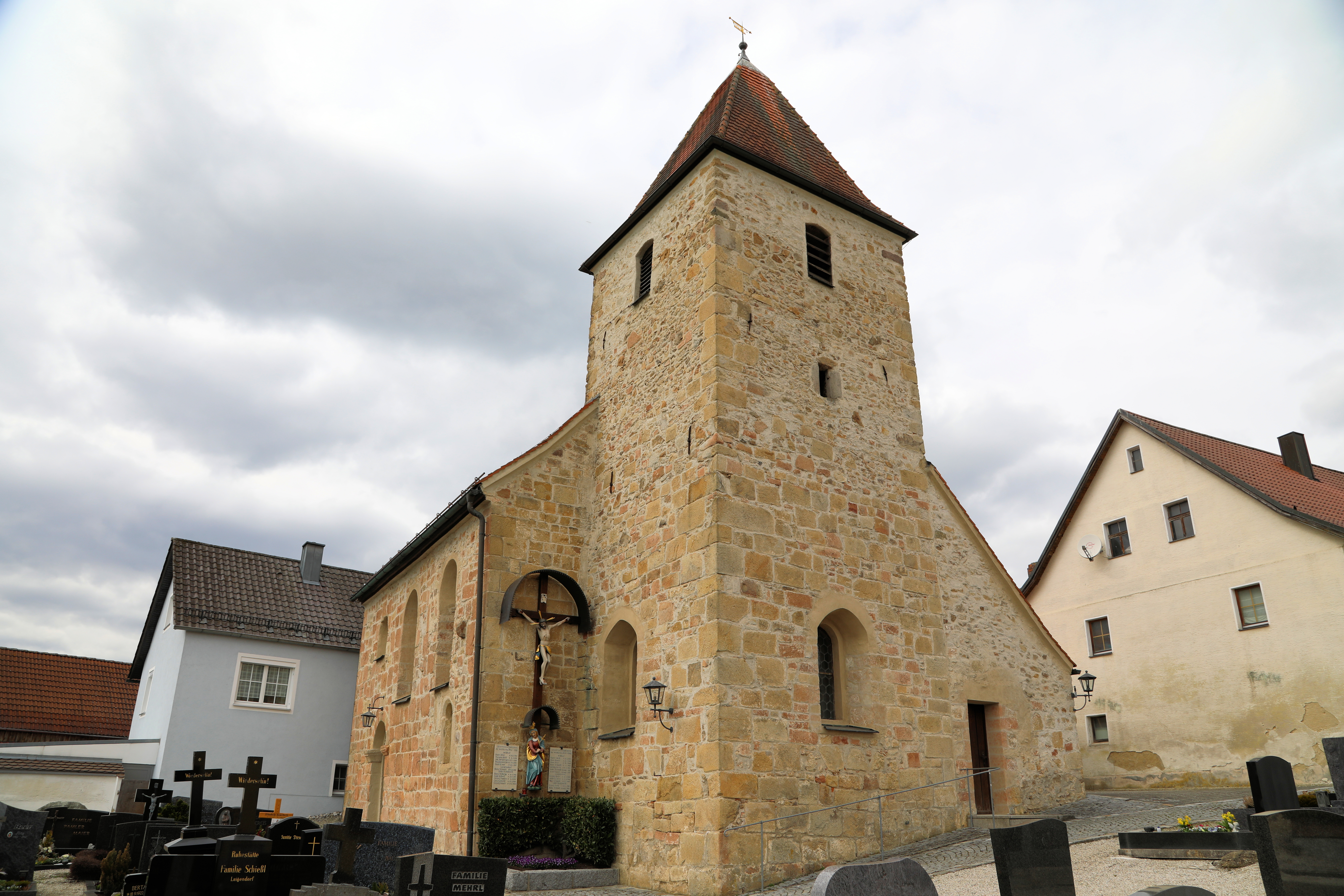
St. Jakob, Willhof (2023)
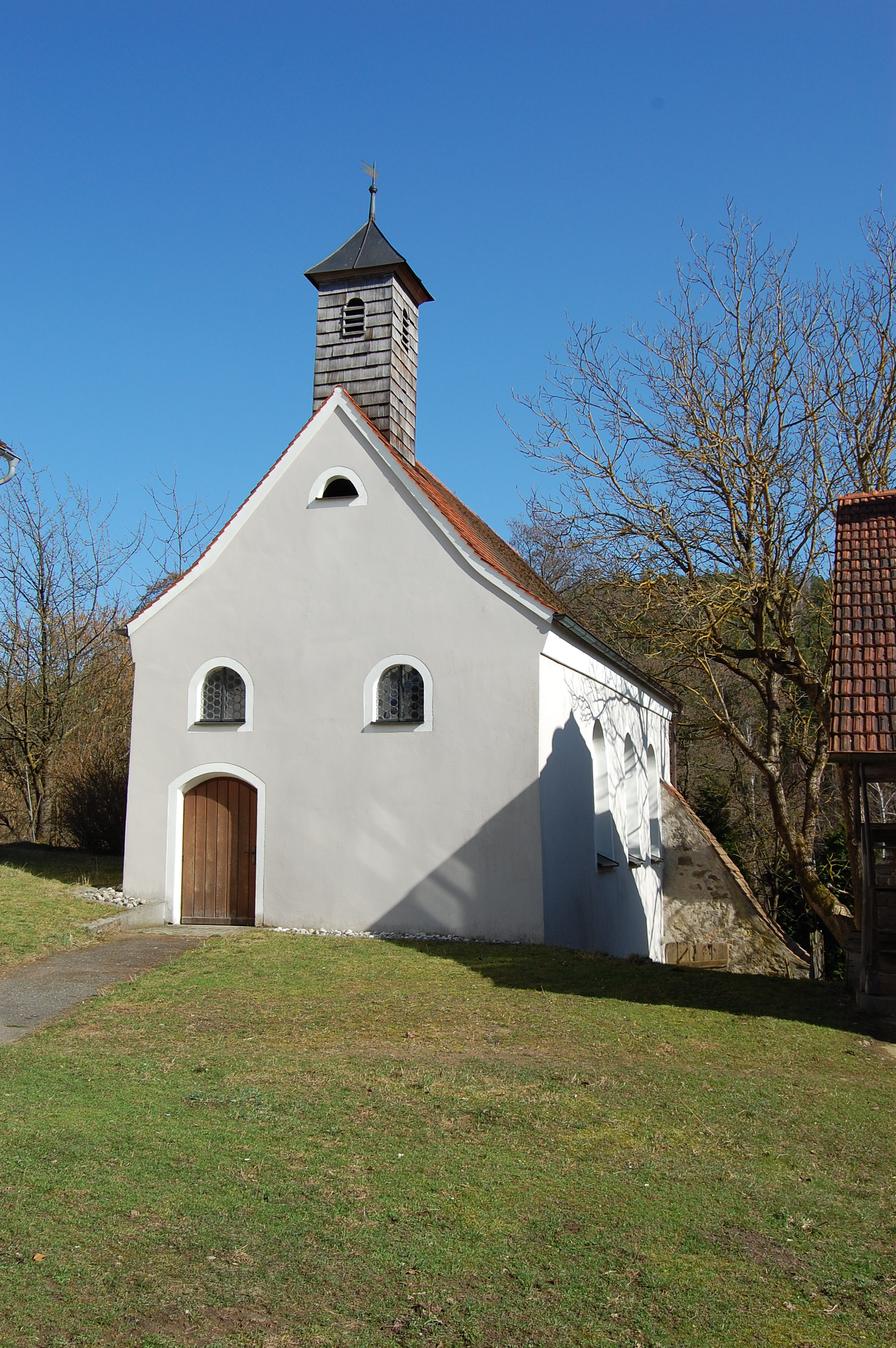
Fronhof
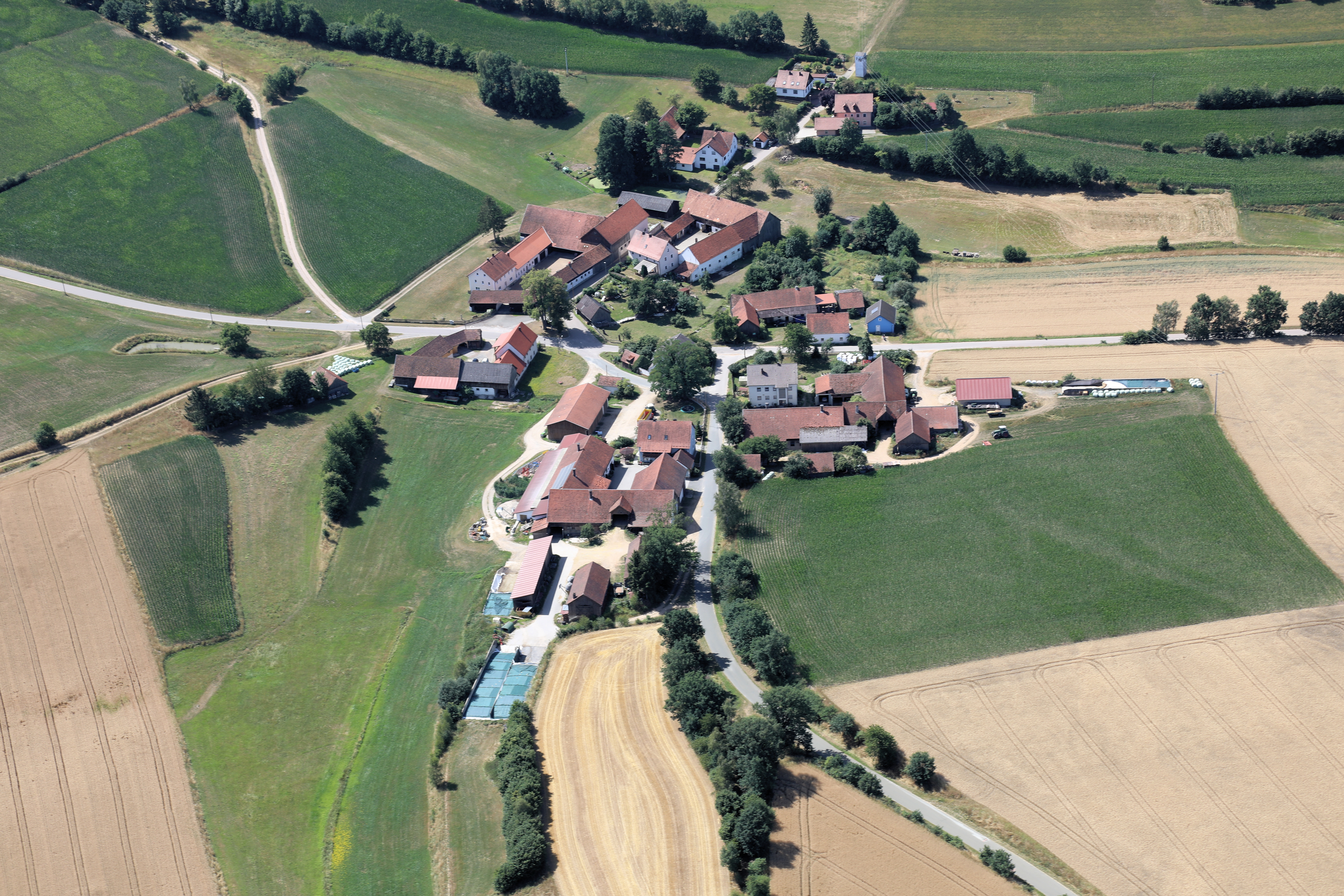
Schirmdorf (2022)
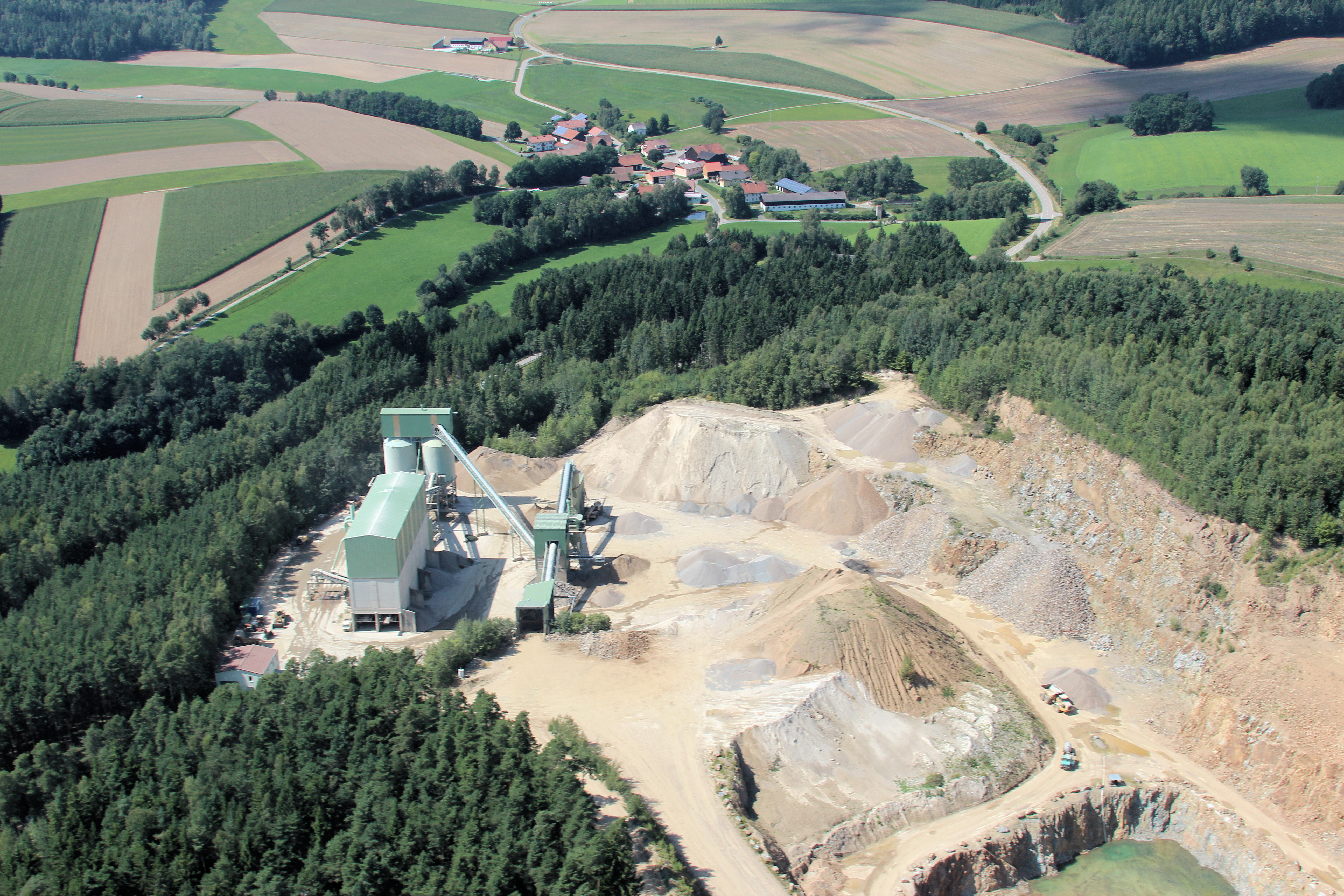
Dürnersdorf (2017)